# サイドバー

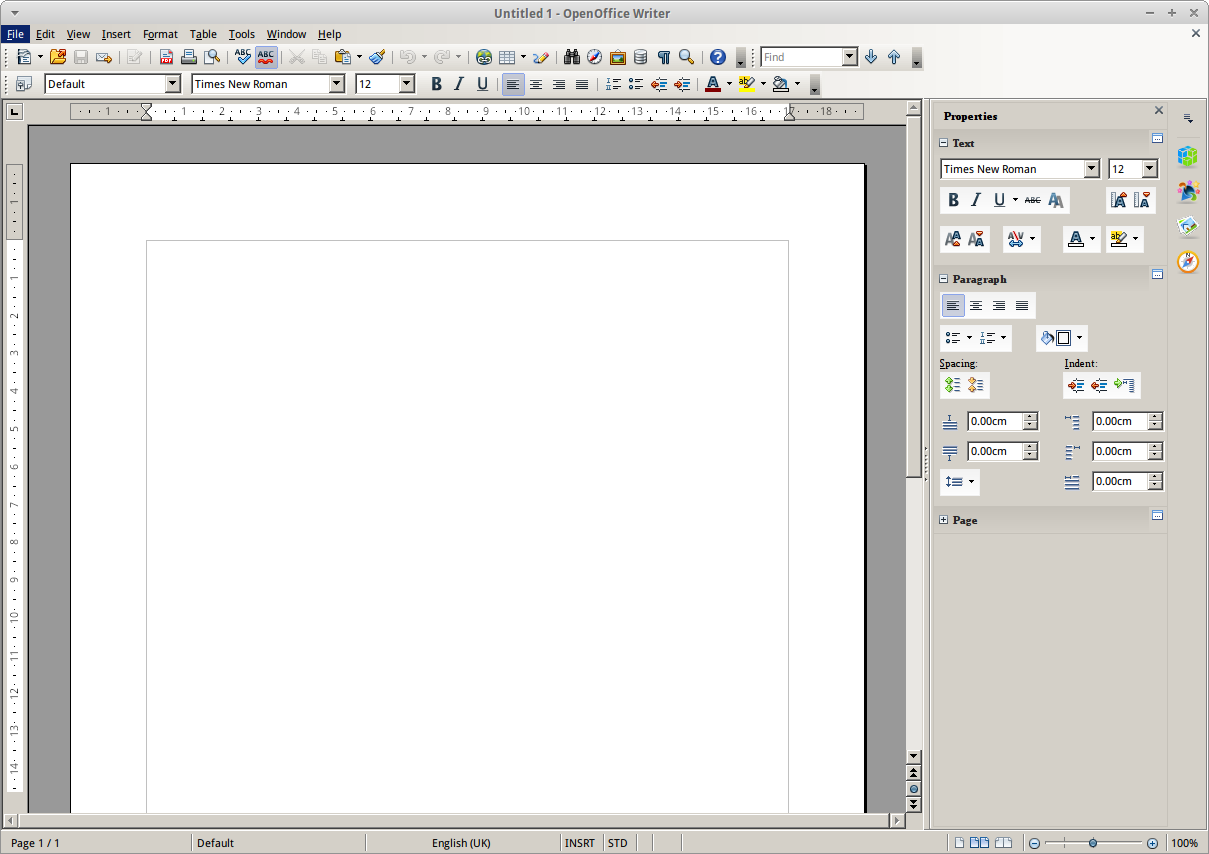
OpenOffice Writer には右側に「プロパティ」というタイトルのサイドバーがある。

サイドバー（英: side bar）は、アプリケーションウィンドウまたはオペレーティングシステムのデスクトップの右側または左側にさまざまな形式の情報を表示するGUIウィジェットである。サイドバーが実装されているアプリケーションの例としては、Operaウェブブラウザ、Apache OpenOffice、LibreOffice、ファイルエクスプローラーなどが挙げられる。いずれの場合も、アプリはサイドバーを介してさまざまな機能を提供する。  

## 概要
サイドバーは、横に長い画面向けに設計されるデスクトップアプリから生まれたものである。ツールバーやステータスバーと同様に、サイドバーには情報と、ユーザーがアプリに命令するためのGUIウィジェットの両方が表示される。ツールバーやステータスバーとは異なり、デスクトップアプリのレイアウトは横に長いため、サイドバーの表面積は広くなる。サイドバーでは、ウィジェットを整理し、表示可能な表面領域よりも大きなレイアウトに対応するためにアコーディオンが使用されることがある。

## ウィジェット
多くのウィジェットエンジンでは、サイドバーに配置できるアプレットをインストールできる。特筆すべき例は次のとおりである。
- Windows サイドバー - Windows Vistaの一部のみ
- Google デスクトップ

## ドロワー

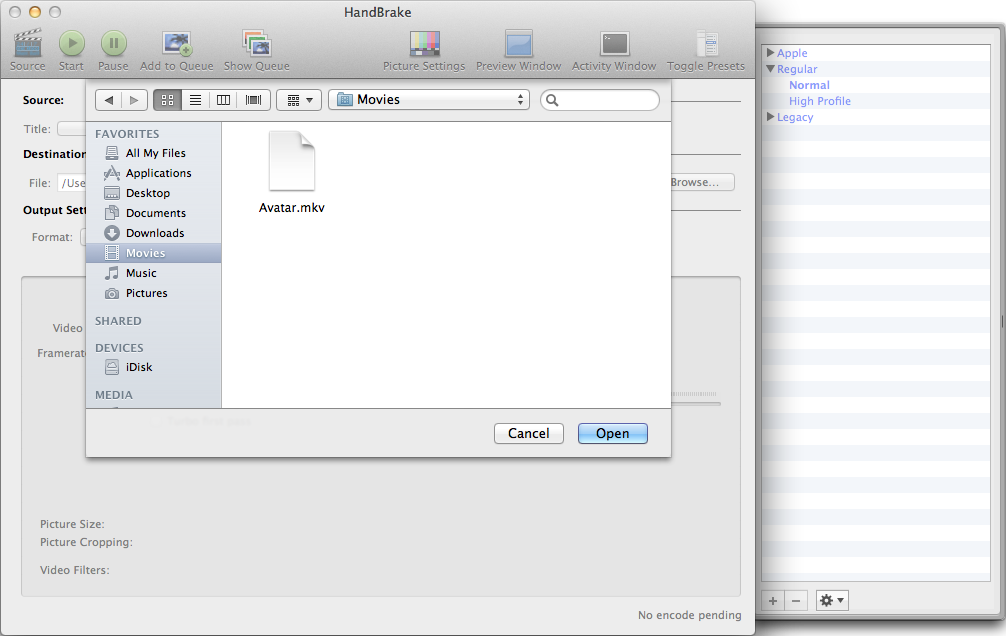
右側でドロワーを開いているHandBrake

Mac OS XのAqua UIの初期バージョンでは、ドロワー（英: drawer）と呼ばれるサイドバーの概念がサポートされていた。これは、ほとんどのアプリケーションサイドバーのように内側から拡張するのではなく、アプリケーションウィンドウフレームの外側にポップアップ表示される。批判にもかかわらず、Transmit、OmniWeb、シイラ、BBEditなどのサードパーティアプリケーションはすぐにドロワーを採用した。標準の電子メールクライアントであるMailは、10.4 (Tiger) より前はメールボックスの一覧表示にドロワーを使用していたが、その後従来のサイドバーに置き換えられた。他の多くのApple製アプリケーションおよびサードパーティアプリケーションでは、ドロワーをサイドバーに置き換えたり、サイドバーやドロワーが不要になるようにインターフェイスを再設計したりしている。Appleのヒューマンインターフェイスガイドラインでは、現在、ドロワーの使用は推奨されていない。以前はドロワーを多用していたiCalやAdiumなどのアプリケーションには、現在ドロワーがまったくなく、代わりにメインウィンドウ内にオプションのサイドバーが表示される。
Androidモバイルオペレーティングシステムでは、サイドバーメニューウィジェットの一種を指すために「ドロワー」という用語も使用されており、通常は画面の左端からスワイプすることでアクセスできる。